# Die Brücke am Kwai
Die Brücke am Kwai (Originaltitel: The Bridge on the River Kwai) ist ein Kriegsfilm von David Lean aus dem Jahr 1957, der auf dem gleichnamigen Roman von Pierre Boulle basiert. Zum Teil weichen Roman und Film jedoch voneinander ab. Die titelgebende Brücke ist historisch; sie überquert in der Nähe der thailändischen Stadt Kanchanaburi den Mae Nam Khwae Yai (Khwae-Yai-Fluss).

## Handlung
Der Film handelt von einer Gruppe britischer Kriegsgefangener Anfang 1943 in einem japanischen Lager in Burma. Die Gefangenen sollen eine hölzerne Eisenbahnbrücke über den Mae Nam Khwae Yai (übersetzt: „Großer Nebenfluss“, Khwae-Yai: „Kwai“) errichten. Damit die Brücke termingerecht fertiggestellt wird, teilt der japanische Lagerkommandant, Oberst Saito, zunächst auch die britischen Offiziere zur Arbeit ein. Der Kommandeur des gefangengenommenen Bataillons, Lieutenant Colonel (Oberstleutnant) Nicholson, widersetzt sich diesem Befehl und beruft sich dabei auf die Genfer Konvention. Saito reagiert mit drastischen Strafen gegenüber den Offizieren, lenkt aber aufgrund deren Standhaftigkeit und aus Gründen der schlechten Arbeitsmoral der englischen Soldaten schließlich ein – die Offiziere werden von der körperlichen Arbeit befreit und erhalten Führungstätigkeiten auf der Baustelle.
Nicholson verweigert seinerseits die Vorbereitung von Fluchtversuchen, da er annimmt, weil er einst den Befehl zu Kapitulation erhalten habe, sei es nun seine Pflicht, ein guter Gefangener zu sein. Er bemüht sich darum, dass seine Soldaten ihren Stolz und ihre Würde behalten und sich nicht wie einfache Sklavenarbeiter von den japanischen Bewachern erniedrigen lassen. Er glaubt allerdings, seine Männer bräuchten eine Beschäftigung, und er will Saito zudem aus Stolz die Überlegenheit der britischen Soldaten beweisen, indem er eine technisch aufwendigere Brücke in kürzerer Zeit errichtet, obwohl er sich eigentlich bewusst sein müsste, damit dem Feind zu helfen, doch dafür ist er blind. Die Aufgabe treibt die Soldaten zu Höchstleistungen, und die Brücke wird rechtzeitig fertiggestellt. Saito muss nach der Fertigstellung indirekt die Überlegenheit der Gefangenen eingestehen.
Während dieser Zeit ist Commander Shears, ein desillusionierter Amerikaner, aus dem Gefangenenlager geflohen. Von den Strapazen im Urwald erschöpft, wird er zuerst von Einheimischen und dann in einem englischen Lazarett gepflegt. Als er sich erholt hat, wird er wieder eingesetzt, um als Ortskundiger zusammen mit einem alliierten Kommando bei der Sprengung der Brücke mitzuhelfen, obwohl sich herausstellt, dass Shears nur vorgetäuscht hatte, Offizier zu sein, um besser behandelt zu werden.
Bei der Einweihung der Brücke entdeckt Nicholson das Zündkabel, da der Flusspegel über Nacht gesunken ist. Er führt Saito zu den Sprengladungen und versucht mit Hilfe der Japaner, die Sprengung zu verhindern. Saito wird hierbei vom kanadischen Lieutenant Joyce, der den Zünder bedienen soll, erstochen. Es kommt zu einem Feuergefecht zwischen den japanischen und den alliierten Soldaten. Nicholson versucht währenddessen, die Sprengung zu verhindern – für ihn ist die Brücke zu mehr geworden als zu einem Bauwerk für den Feind, nämlich zu einem Symbol des Überlebenswillens seiner Soldaten. Joyce wird von einem japanischen Soldaten erschossen. Shears schwimmt durch den Fluss zu Nicholson und wird dabei ebenfalls angeschossen und stirbt. Nachdem Nicholson Shears erkannt hat, begreift er endlich, dass seine Hilferufe (und womöglich auch sein Entschluss, den Japanern eine bessere Brücke zu bauen) Fehler waren, und will selbst den Sprengsatz auslösen. Er wird aber durch Splitter eines Mörsergeschosses, abgefeuert vom britischen Major Warden, getroffen und fällt schließlich sterbend auf die Zündvorrichtung; die Explosion wird ausgelöst, als der erste japanische Zug die Brücke gerade überquert. Die Handlung des Films endet somit (anders als im Buch) mit der Zerstörung der erbauten Holzbrücke.

## Historischer Bezug

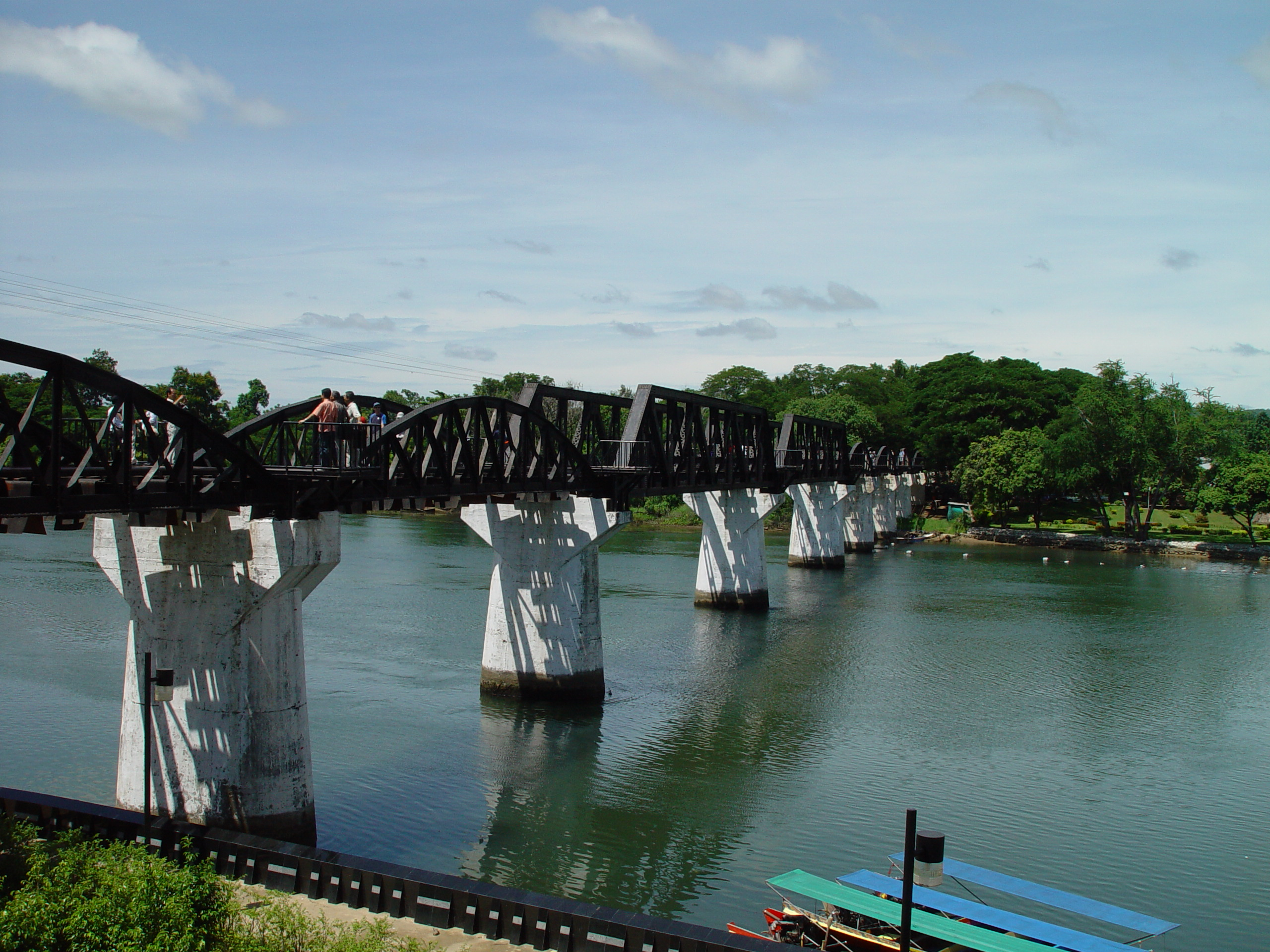
Die heutige Brücke

Tatsächlich wurden in Kanchanaburi, 111 km westnordwestlich von Bangkok, Kriegsgefangene zum Bau von zwei Brücken gezwungen. Zuerst wurde eine Holzbrücke errichtet und fünf Monate später zusätzlich eine stählerne Brücke. Beide wurden durch die Alliierten zerstört, die Holzbrücke zuerst. Die Stahlbrücke wurde 1946 von einer japanischen Firma wiederaufgebaut. 1971 wurde sie instand gesetzt; sie ist heute noch in Betrieb (14° 2′ 27″ N, 99° 30′ 13″ O).
Das Zitat „Habt Freude an der Arbeit“ von Yamashita Tomoyuki wurde in dem Film verwendet.
Colonel Nicholson beruft sich auf die Genfer Konvention, was Colonel Saito verweigert. Tatsächlich unterschrieb Japan die Konvention erst 1953.

## Dreharbeiten
Gedreht wurde in Sri Lanka, damals Ceylon, und Großbritannien. Für den Film wurde die Holzbrücke am Drehort in Ceylon bei Kitulgala über den Kelani nachgebaut. Sie bestand aus 1200 Bambusrohren, war 35 Meter hoch und 130 Meter lang. Damit war die Brücke die bis dahin größte Brückenkulisse der Filmgeschichte. Sie wurde während der Filmaufnahmen für die Schlussszene gesprengt, während ein unbesetzter Zug darüber hinwegfuhr. Dazu wurden vorsichtshalber sechs Kameras aus unterschiedlichen Positionen eingesetzt.
Über Jahrzehnte war an dieser Stelle keine feste Brücke vorhanden, und das Gelände wurde vor allem für Rafting-Tourismus genutzt. Im Rahmen des Broadlands-Staudammprojekts wurde an exakt derselben Stelle
(6° 59′ 7,6″ N, 80° 25′ 27,6″ O) in den späten 2010er-Jahren eine moderne Betonbrücke errichtet. Diese Brücke verbindet heute das Broadlands Power House mit der gegenüberliegenden Flussseite. Auffällig ist, dass die Gestaltung der Brückenkonstruktion stilistisch an die Filmbrücke erinnert: Schräge, dekorative Streben aus Metall sind so angeordnet, dass sie die Form der einstigen Bambuskonstruktion aufnehmen. Damit stellt die heutige Brücke nicht nur eine funktionale Verkehrsverbindung dar, sondern auch eine architektonische Hommage an den berühmten Drehort. In der Umgebung befinden sich heute verschiedene Aussichtspunkte, Resorts und ein kleiner Gedenkbereich.

## Reaktionen
Einige Zuschauer reagierten auf den Film mit Unwillen, da sie darin eine positive Überhöhung unbedingter militärischer Pflichterfüllung sahen. Dem wurde entgegengehalten, gerade diese unkritische Haltung werde in dem Film ad absurdum geführt und ironisiert. Das Ende und die differenzierende psychologische Darstellung des Offiziers durch Alec Guinness deute eben auf diese Haltung hin.
In den einschlägigen Museen in Thailand wird darauf hingewiesen, dass die größte Belastung für die Gefangenen – mangelnde Hygiene und daraus resultierende Krankheiten, von denen die Männer gezeichnet waren – im Film nicht oder allenfalls am Rande vorkommt.

## Filmmusik
Der Colonel Bogey March, den die britischen Soldaten beim Einmarsch ins Lager pfeifen, wurde ein Welthit, der oft aufgegriffen wurde, z. B. im Rahmen von Fernsehwerbung für Underberg. Gepfiffen wurde der Titel, weil die meisten Strophen des Textes nicht an der Filmzensur vorbeigekommen wären. Den Marsch komponierte Kenneth J. Alford im Jahr 1914.
Fälschlicherweise wird der Colonel-Bogey-Marsch oft als River-Kwai-Marsch betitelt. Der River-Kwai-Marsch wurde von Malcolm Arnold als orchestrale Gegenmelodie zu dem gepfiffenen Marsch der Soldaten für den Film geschaffen. Arnolds Marsch taucht an mehreren Stellen im Film auf und ist auch ganz am Ende zu hören. Die berühmte Aufnahme von Mitch Miller verwendet Material aus beiden Märschen.

## Auszeichnungen
Oscars 1958:
- Bester Film – Sam Spiegel als Produzent
- Beste Regie – David Lean
- Bester Hauptdarsteller – Alec Guinness
- Bestes adaptiertes Drehbuch – Pierre Boulle (Carl Foreman, Michael Wilson)
- Beste Kamera – Jack Hildyard
- Bester Schnitt – Peter Taylor
- Beste Musik – Malcolm Arnold
- außerdem nominiert: Bester Nebendarsteller – Sessue Hayakawa

Des Weiteren erhielt der Film drei Golden Globes
- Beste Regie (David Lean)
- Bester Film – Drama
- Bester Hauptdarsteller – Drama (Alec Guinness)

Außerdem erhielt der Film vier British Film Academy Awards
- Bester britischer Darsteller – Alec Guinness
- Bester Film
- Bester britischer Film
- Bestes britisches Drehbuch

Weiterhin erhielt der Film einige begehrte Trophäen von den Kritikervereinigungen:
Preise des National Board of Review
- Bester Film
- Bester Hauptdarsteller – Alec Guinness
- Beste Regie – David Lean
- Bester Nebendarsteller – Sessue Hayakawa

New York Film Critics Circle Awards
- Bester Film
- Beste Regie – David Lean
- Bester Schauspieler – Alec Guinness

Die beiden Drehbuchautoren Carl Foreman und Michael Wilson standen zur damaligen Zeit auf der Schwarzen Liste und wurden nicht als Autoren aufgeführt. 1984 erhielten sie eine postume Auszeichnung.
1997 erfolgte die Aufnahme in das „National Film Registry“ der Library of Congress (USA).
Das American Film Institute führte den Film in der Liste der 100 besten Filme aller Zeiten in der 1998 erschienenen Ausgabe auf dem 13. Platz. 2007 schaffte es der Film auf Rang 36. Der Film ist in der Liste der 100 besten Thriller aller Zeiten, welche ebenfalls vom American Film Institute zusammengestellt wurde, auf Platz 58 vertreten. Der Film erreichte in der vom American Film Institute herausgegebenen Liste der 100 inspirierendsten Filme aller Zeiten Platz 14. Das British Film Institute wählte Die Brücke am Kwai im Jahr 1999 auf Platz 11 der besten britischen Filme aller Zeiten.

## Deutsche Synchronisation
Die deutsche Synchronbearbeitung entstand 1958 in den Ateliers der Ultra-Film-Synchron GmbH Berlin. Das Dialogbuch verfasste der Filmkritiker Friedrich Luft, Synchronregie führte Alfred Vohrer.
| Rolle               | Darsteller            | Synchronsprecher       |
| ------------------- | --------------------- | ---------------------- |
| Cmdr. Shears        | William Holden        | Paul Klinger           |
| Oberst Nicholson    | Alec Guinness         | Ernst Wilhelm Borchert |
| Major Warden        | Jack Hawkins          | Wolfgang Lukschy       |
| Oberst Saito        | Sessue Hayakawa       | Werner Peters          |
| Major Clipton       | James Donald          | Gert Günther Hoffmann  |
| Leutnant Joyce      | Geoffrey Horne        | Eckart Dux             |
| Oberst Green        | André Morell          | Siegfried Schürenberg  |
| Hauptmann Reeves    | Peter Williams        | Friedrich Joloff       |
| Major Hughes        | John Boxer            | Horst Niendorf         |
| Grogan              | Percy Herbert         | Franz Nicklisch        |
| Baker               | Harold Goodwin        | Peter Weiss            |
| Hauptmann Kamematsu | Henry Okawa           | Walter Bluhm           |
| Leutnant Miura      | Keiichiro Katsumoto   | Erich Poremski         |
| Schwester           | Ann Sears             | Tilly Lauenstein       |
| Yai                 | M. R. B. Chakrabandhu | Wi Bo Wo               |

## Kritiken
- „Effektvoll und sorgfältig inszeniertes Kriegsabenteuer, zwiespältig in seiner ambivalenten Haltung zwischen Apotheose unbedingter militärischer Pflichterfüllung und ironischer Kritik an der absurden Sinnlosigkeit des Krieges. Hervorragend: Alec Guinness’ psychologisch differenzierte Darstellung.“ – Lexikon des internationalen Films (CD-ROM-Ausgabe), Systhema, München 1997.

- „Leans Regie ist meisterhaft. Er verbindet perfekt Action-Szenen mit Charakter-Studien.“ (Wertung: 5 Sterne = Meisterwerk) – The Motion Picture Guide

## Veröffentlichungen im Heimkino
Die Brücke am Kwai wurde zunächst gekürzt auf Super 8 veröffentlicht. 1981 folgte die ungeschnittene Auswertung auf VHS. Eine erste Veröffentlichung auf DVD erfolgte 2000, auf Blu-ray Disc und in Ultra HD 2010 und 2017.

## Soundtrack
- Malcolm Arnold, Kenneth Alford u. a.: The Bridge on the River Kwai. Original Soundtrack. Columbia Records/Sony Music Entertainment, New York 1995, Tonträger-Nr. CK 66131 – digital restaurierte Originalaufnahme der Filmmusik durch das Royal Philharmonic Orchestra unter der Leitung von Malcolm Arnold und Mitch Miller & His Orchestra